# Voyager 1 (EP)
| Recensione | Giudizio |
| ---------- | -------- |
| AllMusic   |          |

Voyager 1 è un'EP live del gruppo musicale britannico The Verve, pubblicato il 1º marzo 1993 solo negli Stati Uniti dalla Jolly Roger Records.

## Descrizione
L'EP è stato registrato dal vivo a Londra e New York nel 1992. Tre delle sei tracce erano già state pubblicate in lavori precedenti dei Verve: One Way to Go come b-side di All in the Mind mentre Gravity Grave e She's a Superstar in The Verve E.P. Slide Away e Already There sarebbero invece state pubblicate qualche mese più tardi nell'album A Storm in Heaven.
Dell'EP furono stampate solo 1000 copie in vinile (di colore blu), più di 300 delle quali furono danneggiate durante il trasporto.

## Tracce
Testi e musiche di The Verve.
Lato A
1. Slide Away – 6:02
2. Gravity Grave – 8:26
3. One Way to Go – 5:58

Lato B
1. South Pacific – 3:59
2. Already There – 4:45
3. She's a Superstar – 6:45

## Formazione
- Richard Ashcroft – voce, chitarra
- Nick McCabe – chitarra
- Simon Jones – basso
- Peter Salisbury – batteria